# 布里张乌帕齐拉
布里张乌帕齐拉（英語：Burichang Upazila）是孟加拉国吉大港专区库米拉县的乌帕齐拉。
根据1991年的孟加拉国人口普查，布里张乌帕齐拉的人口为228,479。男性占总人口的51.68%，女性占48.32%。18岁及以上人口为106,787人。布里张乌帕齐拉的平均识字率为34.3% (7年以上)，而全国平均识字率为32.4%。